# Joseph Warren
Joseph Warren (ur. 11 czerwca 1741, zm. 17 czerwca 1775) – amerykański lekarz, który odegrał wiodącą rolę w amerykańskiej organizacji Patrioci w Bostonie w pierwszych dniach rewolucji amerykańskiej, został prezydentem rewolucyjnego Massachusetts Provincial Congress. Brał udział w dniu bitwy pod Lexington i Concord, które są powszechnie uważane za rozpoczęcie amerykańskiej Wojny Rewolucyjnej. 14 czerwca 1775 przyznano mu stopień generała dywizji, on jednak ruszył do walki nie jako dowódca ale jak zwykły żołnierz i poniósł śmierć w bitwie pod Bunker Hill 17 czerwca 1775 roku. Jego śmierć uwiecznił w malarstwie John Trumbull, Śmierć generała Warrena w bitwie pod Bunker Hill. Wiele miejscowości w USA nosi jego imię.

## Życiorys

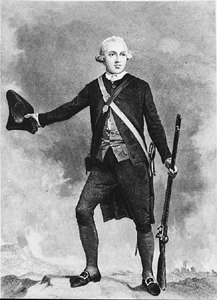
Joseph Warren

Joseph Warren urodził się 11 czerwca 1741 w Roxbury, Massachusetts, był najstarszym spośród czterech synów Josepha i Mary Warren.

### Rodzina
Jego ojciec Joseph urodzony w 1696 w tej samej miejscowości, ożenił się 29 maja 1740 roku z Mary, córką miejscowego lekarza Samuela Stevensa. Był szanowanym farmerem który przykładał dużą uwagę do swoich owoców, które sprzedawał na rynku w Bostonie. Zajmował się hodowlą lokalnej odmiany jabłoni znanej jako Warren Russet. 21 października 1755 roku złamał kark, spadając z drabiny, podczas zbierania owoców w swoim sadzie. Jego matka po śmierci męża samotnie zajmowała się gospodarstwem i płaciła za wykształcenie swoich synów. Zmarła 14 stycznia 1803 roku. Jego trzej młodsi bracia: Samuel pozostał z matką w Roxbury i kontynuował ojcowski interes. Ebenezer osiedlił się w Foxborough, był sędzią Court of Common Pleas w Norfolk County. John który uczęszczał na Harvard College i studiował medycynę z bratem, był chirurgiem w rewolucyjnej armii i założycielem Harvard Medical School.
Dziś przy Warren Street, na miejscu gdzie stał dom Warrenów, wybudowano nowy dom gdyż stary został zniszczony. Widnieje na nim napis:

Na tym miejscu stał dom wzniesiony w 1720, przez Josepha Warrena z Bostonu, godne uwagi za to, że było to miejsce urodzenia generała Josepha Warrena, jego wnuka który zginął w Bitwie o Bunker Hill, 17 czerwca 1775.

Oraz drugi:

John Warren, wybitny lekarz i anatom, tutaj się urodził. Oryginalna posiadłość została zrujnowana, ten dom został zbudowany przez Johna C. Warrena, M.D., w 1846, syna wyżej wymienionego, jako upamiętnienie tego miejsca.

### Szkoła
Uczęszczał do miejscowej szkoły publicznej Roxbury Latin School, w 1755 gdy Joseph miał czternaście lat rozpoczął naukę na Harvard College, który ukończył w 1759 roku.
Warren był uważany za odważnego, czego dowodzi jedna z historii z jego dzieciństwa. 

Kilkoro uczniów zamknęło się w izbie i zablokowało drzwi tak, że nie był w stanie ich sforsować. Zauważył, że maja otwarte okno (wysoko nad chodnikiem). Wspiął się na dach budynku, przeszedł po nim i zeskoczył z gargulca prosto do komnaty gdzie znajdowali się jego koledzy. W momencie gdy lądował w pomieszczeniu, rzygacz dzięki któremu dostał się do środka runął na chodnik. Podsumował to mówiąc krótko: "Służył moim celom".
W kwietniu po zakończeniu szkoły został mianowany mistrzem gramatyki szkoły w Roxbury. Następnie zgodził się nauczać w tejże szkole, za 44 funty, 16 szylingów i 9 pensów rocznie które były wypłacane jego matce. Nauczał tam przez blisko rok. Warren zdobył tytuł magistra medycyny na Harvardzie w 1762 roku.

### Loża masońska
Już po rozpoczęciu praktyki medycznej dnia 10 września 1761 roku przyłączył się do loży masońskiej St. Andrew, i regularnie uczęszczał na jej spotkania, poznał tam Paula Revera. Został wybrany mistrzem loży 30 listopada 1768. W dniu 30 maja 1769 roku George hrabia Dalhousie, wielki mistrz Szkocji przyznał Josephowi Warrenowi tytuł wielkiego mistrza prowincji Bostonu, Nowej Anglii, i terenów oddalonych o 100 mil od siedziby loży. 3 marca 1772 rozszerzono jego jurysdykcję na całą Amerykę Północną. Warren sprawował władzę od 27 grudnia 1796 roku nad lożą znajdującą się w Green Dragon Tavern w bostonie i piastował ten urząd aż do śmierci. Organizacja ta jest znana jako Massachusetts Grand Lodge. Zdobyła ona niezależność 8 marca 1777 stając się pierwszą niezależną Wielką Lożą w Stanach Zjednoczonych.

### Małżeństwo
Dnia 6 września 1764 roku ożenił się z 18-letnią Elizabeth Hooton z Bostonu, jedyną córką zmarłego kupca Richarda Hootona. Zamieszkali w majątku jej ojca przy Hanover Street. Elizabeth zmarła 27 kwietnia 1773 roku pozostawiając mu czworo dzieci: Elizabeth, Josepha, Mary, i Richarda. W chwili śmierci Warrena, jego dzieci przebywała z jego narzeczoną, Mercy Scollay. W 1778 generał Benedict Arnold (Przyjaciel Warrena z Cambridge) dał 500$ na edukacje dzieci Warrena i płacił za ich utrzymanie aż najmłodsze dziecko osiągnęło pełnoletniość.

### Życie polityczne i społeczne
W wieku 23 lat Joseph Warren zaczął praktykować jako lekarz w Bostonie, który w tym czasie w większości zamieszkały był przez anglików. Jednym z jego pacjentów był John Adams, patriota, z którym to się zaprzyjaźnił. Ostro krytykował Ustawę o Pieczęciach podpisaną kilka miesięcy po małżeństwie Josepha i Elizabeth. Pisał artykuły do Boston Gazette pod pseudonimem "Patriot True", wyrażając swoje niezadowolenie z rządów angielskich. Po publikacjach w gazecie zyskał szacunek w radykalnych kręgach. Po niedługim czasie został wciągnięty do życia politycznego i wraz z takimi osobami jak Jonathan Mayhew, Samuel Adams, James Otis, Thomas Cushing, Samuel Cooper, John Adams, Paul Revere i wielu innych tworząc ruch separatystyczny znany jako Synowie Wolności. Został przewodniczącym Komitetu Bezpieczeństwa po Masakrze Bostońskiej z 5 marca 1770 roku. Wygłosił dwa przymówienia dla upamiętnienia tego wydarzenia. Gościł w swym domu generała Israela Putmana, który to przybył do Bostonu przyprowadzając ze sobą sto owiec, aby nakarmić mieszkańców miasta, gdyż tamtejszy port został zamknięty. Pod nieobecność Samuela Adamsa, Warren przejął rolę przywództwa w Bostonie i zajął się gromadzeniem milicji oraz zaopatrzeniem ich w broń i amunicję. W nocy 18 kwietnia 1775 roku Joseph, Paul Revere oraz William Dawes udali się do Lexington aby ostrzec znajdujących się tam Paula Revera i Johna Hancocka, iż angielscy żołnierze chcą ich aresztować. Informacje tą posiadał od wysoko postawionego informatora. Po tym jak opracował postanowień z Suffolk, które zatwierdził Kongres Kontynentalny stawiając opór brytyjskiemu Intolerable Acts, został mianowany prezydentem Massachusetts Provincial Congress.

### Lexington i Concord
Po Bostonie od wielu tygodni rozchodziły się plotki, że generał Gage miała plany zniszczenia amunicji przechowywanej przez kolonistów w Concord oraz, że armia brytyjska będzie przejmować drogi do Lexington.
Gdy Warren dowiedział się o potyczkach pod Lexington i Concord, zostawił swoich pacjentów pod opieką asystenta Williama Eustisa i ruszył na miejsce wydarzeń. 19 kwietnia 1775 koordynował oddziały milicji u boku Williama Heatha oraz służył pomocą medyczną. Gdy oddziały angielskiej armii wracały do bostonu, przypuszczał ataki na ich boki. Podczas tych starć o mało nie zginął raniony w okolicach ucha kulą z muszkietu. Po powrocie zajął się rekrutacją i organizowaniem żołnierzy do oblężenia Bostonu i prowadził negocjacje z generałem Gagem.

### Bunker Hill
14 czerwca 1775 na trzy dni przed Bitwą pod Bunker Hill został mianowany przez Massachusetts Provincial Congress generałem dywizji. 17 czerwca 1775 miał wystąpić publicznie jako prezes wojewódzkiego Kongresu ale się nie pojawił, gdyż brał w tym czasie udział w walkach. Tego dnia rankiem na spotkaniu w centrali z generałem Artemasem Wardem w Cambridge Common, dowiedział się, że siły brytyjskie wylądowały w Charlestown. Około południa dotarł do amerykańskich fortyfikacji i ruszył do walki nie jako dowódca lecz jako zwykły żołnierz. Strzelanina na redutach Bunker Hill trwała niespełna godzinę, ponieważ obrońcom zabrakło amunicji. W chwili gdy szykowali się do odwrotu został trafiony kulą z muszkietu przez brytyjskiego oficera prosto w głowę. Padł trupem na miejscu. 9 miesięcy później Brytyjczycy wycofali się do Nowej Anglii.

### Śmierć

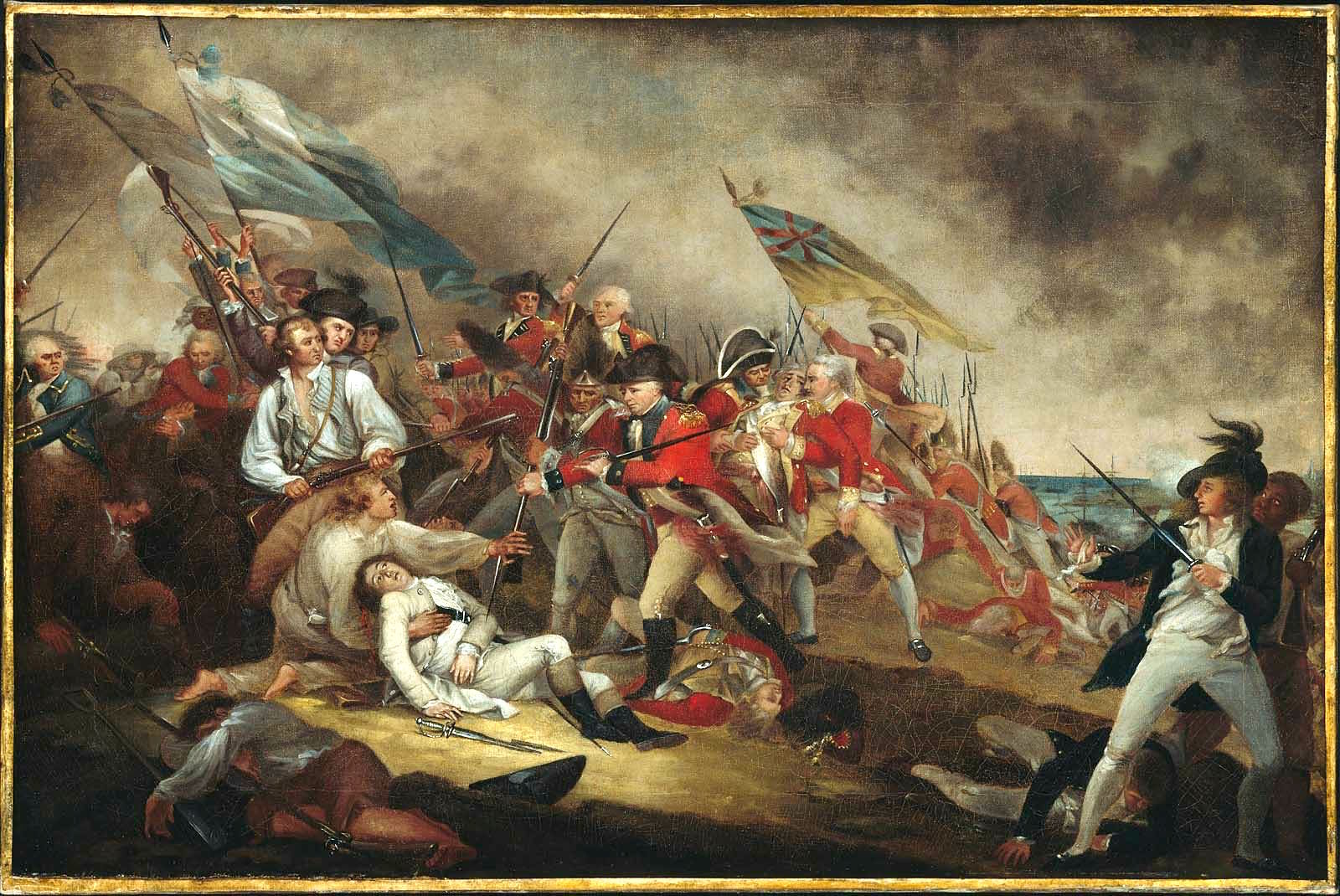
Śmierć generała Warrena w bitwie pod Bunker Hill (obraz Johna Trumbulla)

Został pochowany przez Brytyjczyków na polu walki na Bunker Hill w zbiorowej mogile krótko po bitwie. Jego ciało zostało ekshumowane i pochowane z honorem 10 miesięcy później, został rozpoznany po dwóch sztucznych zębach przez Paula Revera. Jego ciało zostało złożone obok Spichlerza Burial Ground (Tremont Street, Boston), a później (w 1825) w kościele św Pawła, aż wreszcie 3 sierpnia 1855 jego prochy zostały przeniesione do rodzinnego grobowca w Forest Hills Cemetery. 8 kwietnia 1777 roku miał stanąć na grobie generała pomnik ale nigdy tak się nie stało. Jego śmierć postrzegana jest przez wielu Amerykanów jako akt męczeństwa.

## Dziedzictwo
Hrabstwa w 14 stanach oraz 30 miast w USA zostało nazwanych na jego cześć, podobnie jak 5 statków Continental Navy i United States Navy.
Rachunek na część kwoty otrzymanej jako wynagrodzenie za pracę w szkole, z podpisem jego matki znajduje się w archiwum szkoły w Roxbury.
W 1761 opublikowano w Bostonie zbiór 31 wierszy które zostały napisane przez absolwentów Harvardu, pt. Pietas et Gratulatio, są wśród nich wiersze autorstwa dr. Josepha Warrena ale nie został on wymieniony wśród autorów.
Istnieją co najmniej trzy posągi Josepha Warrena wystawione na widok publiczny. Dwa z nich są w Bostonie, jeden został wzniesiony w pobliżu Bunker Hill Monument, drugi na terenie Roxbury Latin School. Trzeci jest w małym parku na rogu III Alei i Pensylwanii w Warren w stanie Pensylwania.
Amerykański aktor Walter Coy grał dr. Warrena w 1957 r. w filmie Johnny Tremain.